# Kepler-1649 c
Kepler-1649 c est une exoplanète potentiellement habitable orbitant autour de l'étoile naine rouge Kepler-1649, située à 300 années-lumière de notre Système solaire dans la constellation du Cygne. Elle a été découverte en 2020 par le télescope spatial Kepler grâce à d'anciennes observations et de faux-positifs,.

## Caractéristiques

### Taille et orbite
Cette exoplanète a été identifiée comme une planète tellurique par la NASA. Elle fait environ 1,06 fois le rayon de la Terre, et orbite en 19,5 jours dans la zone habitable de son étoile.

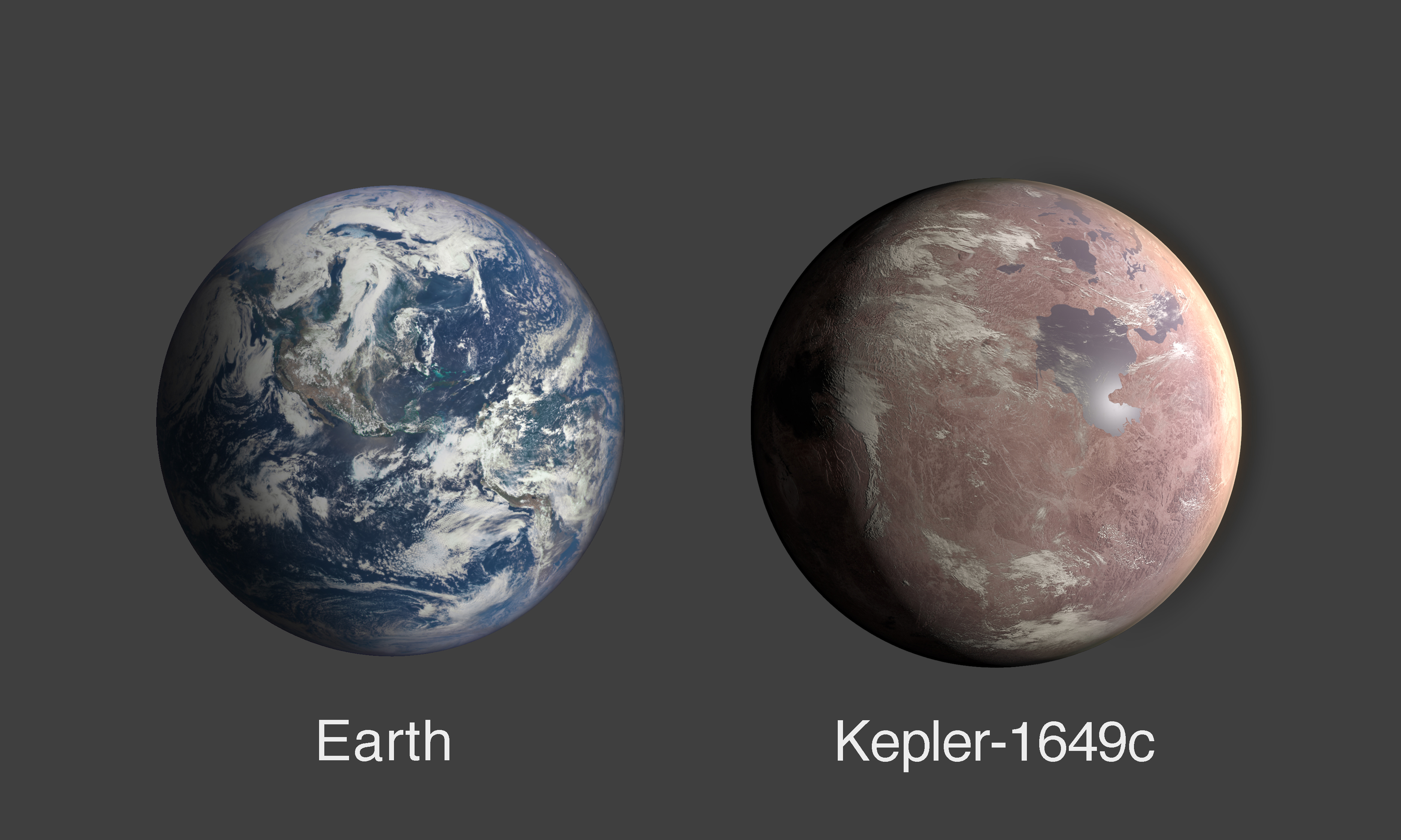
Comparaison de taille entre la Terre et Kepler-1649 c.

### Climat
Très peu de choses sont connues sur le climat de Kepler-1649 c. Elle reçoit de son étoile 75% de la lumière que reçoit la Terre du Soleil ; si bien que, dépendant de la composition de son atmosphère, sa température de surface peut être assez proche de celle de la Terre et que de l'eau liquide peut y être présente. Depuis l'espace, sa température apparente est estimée à 234,0 ± 20,0 K, soit environ entre -59 et -19 °C, dépendant de son albédo réel (à comparer avec les −18 °C pour la Terre). La température réelle de sa surface dépend en outre de l'effet de serre de son atmosphère ; mais la composition de son atmosphère est encore inconnue.

### L'étoile hôte et son système planétaire
Kepler-1649 est une naine rouge de rayon estimé à environ ¼ du rayon du Soleil ; avec seulement deux planètes confirmées en orbite autour d'elle. 

L'autre planète est Kepler-1649 b. Kepler-1649 b est similaire à Vénus sur deux caractéristiques. Premièrement, Kepler-1649 b et Vénus ont tous deux des orbites d'environ la moitié du rayon de celui de la planète suivante (Kepler-1649 c et la Terre respectivement). Deuxièmement, tous deux sont de taille similaire.

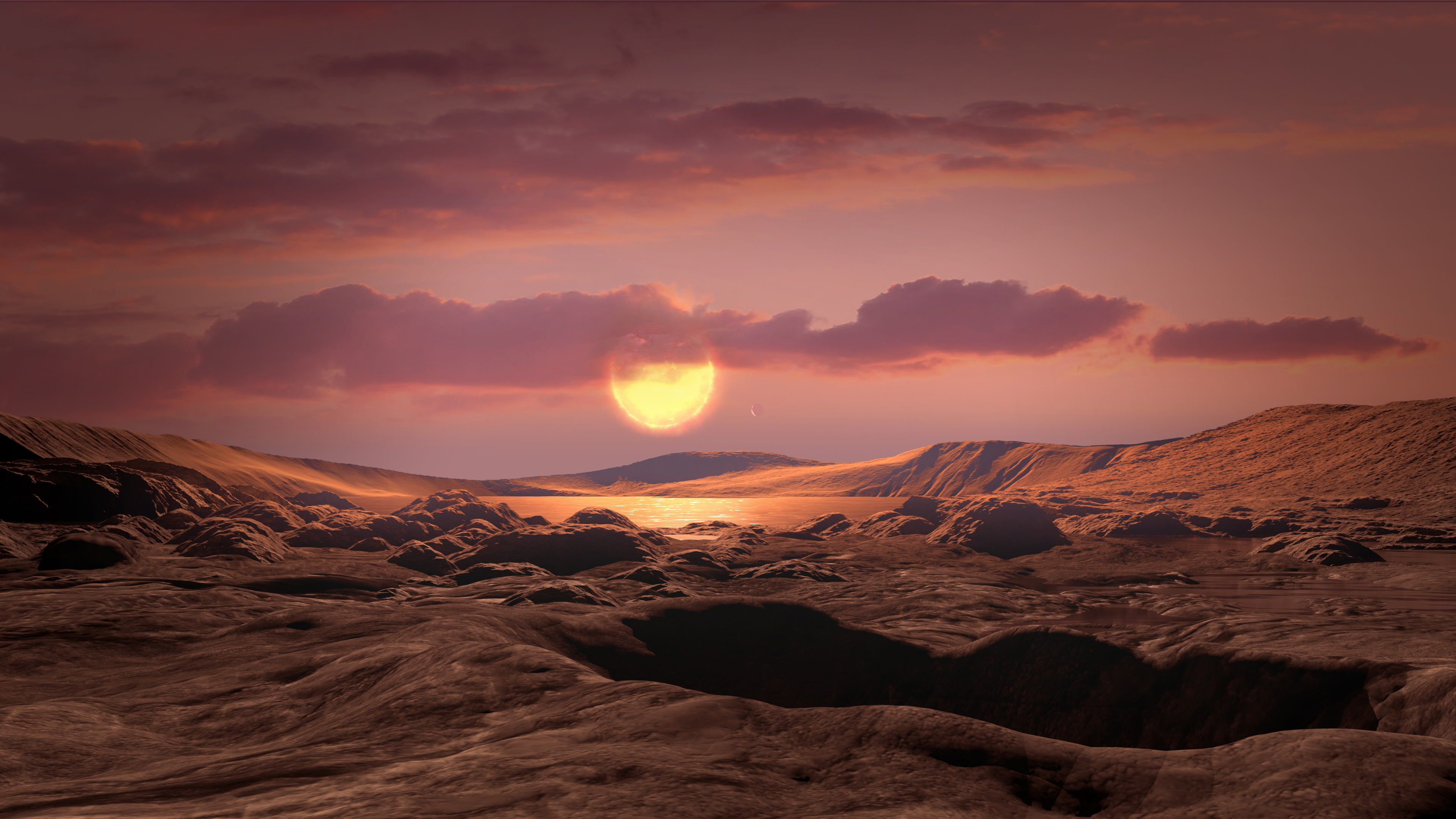
Vue d'artiste depuis la surface de Kepler-1649 c avec son étoile et la planète Kepler-1649 b dans le ciel.

## Habitabilité
Bien que cette exoplanète orbite dans la zone habitable de son étoile, à cause du manque d'information sur son atmosphère, il n'est pas clair que Kepler-1649 c puisse  avoir de l'eau liquide à sa surface. En 2020, aucune éruption solaire n'a été encore observée sur l'étoile Kepler-1649 ; mais néanmoins, les scientifiques pensent que ce type d'étoile connait une forte activité éruptive. Et ces éruptions auraient pu éroder l'atmosphère de cette exoplanète et ainsi ruiner son habitabilité réelle,.